# Våroffensiven
Våroffensiven eller Kaiserschlacht var en serie tyska attacker längs västfronten under första världskriget 1918. Offensiven ledde till det största avancemanget sedan 1914. De tyska myndigheterna hade insett att deras chans till seger låg i att besegra de allierade innan de överväldigande resurserna från USA kunde sättas in. De hade också fördelen av att nästan 60 divisioner från östfronten kunde sättas in efter den ryska kapitulationen (Freden i Brest-Litovsk).
Det genomfördes fyra separata attacker, med kodnamnen Michael, Georgette, Gneisenau och Blucher-Yorck. De var ursprungligen tänkta att dra bort trupper från kanalhamnarna, som var livsviktiga för de allierade, och sen attackera hamnarna och andra kommunikationslinjer. 

## Michael
Den 21 mars 1918 satte de tyska trupperna in en storoffensiv mot brittiska och franska styrkor. Vid slutet av den första dagen hade tyskarna brutit igenom vid flera platser i den brittiska femte arméns front och efter två dagar var den femte armén i full reträtt. Tyskarna tillämpade en ny och effektiv taktik för att upphäva det låsta skyttegravskriget, så kallad infiltrationstaktik.
Men den tyske befälhavaren Erich Ludendorff följde inte den korrekta taktiken för sina stosstruppen och han tröttade ut sina styrkor genom att attackera starkt försvarade brittiska enheter. Vid Arras den 24 mars genomförde han en hastigt planerad attack mot den brittiska tredje arméns vänsterflank och slogs tillbaka. Totalt sett kunde Ludendorff inte uppnå en avgörande seger, trots imponerande avancemang in på allierat territorium.
Operation Michael blåstes av den 25 mars. Tyskarna hade gjort stora avancemang men till liten nytta. Amiens, en viktig järnvägsknut, hölls fortfarande av de allierade och det nyvunna territoriet bestod mest av sönderbombad vildmark efter slaget vid Somme två år tidigare och var dessutom svår att försvara.
De allierade förlorade nästan 255 000 man och dessutom 1 300 artilleripjäser och 200 stridsvagnar. Allt detta kunde ersättas, antingen från brittiska fabriker eller genom amerikanska soldater. Tyskarna förlorade 239 000 man, mest högt specialiserade Stosstruppen, vilka var oersättliga.

## Resultat
Våroffensiven ledde till en stor, med första världskrigets mått mätt, territoriell vinst för tyskarna. Men målet om en snabb seger hade inte uppnåtts och de tyska arméerna hade lidit stora förluster, var utmattade och i utsatta positioner. På sex månader hade den tyska armén minskat från 5,1 miljoner stridande till 4,2 miljoner. Tyska befälhavare ansåg att de behövde 200 000 man per månad för att kompensera förlusterna, men bara 300 000 kunde rekryteras på hela året.
De allierade hade blivit svårt skadade men inte slagna. Bristen på en enad stridsledning var delvis löst och koordinationen förbättrades i senare allierade operationer. Amerikanska trupper hade för första gången använts som oberoende formationer och visat sig dugliga. Deras närvaro kompenserade den allvarliga manskapsbristen som Storbritannien och Frankrike hade efter fyra års krig.
Allierade offensiver i juli (Andra slaget vid Marne) och augusti (Hundradagarsoffensiven) 1918 drev tyskarna tillbaka till sina tidigare försvarslinjer. Denna gången var de tyska reserven otillräcklig och de tyska befälhavarna rådde sin regering att ge upp kriget.